# Jacek Buchacz
Jacek Buchacz (ur. 12 stycznia 1948 w Sosnowcu) – polski polityk, ekonomista, były wiceminister zdrowia i minister współpracy gospodarczej z zagranicą w rządzie Józefa Oleksego i Włodzimierza Cimoszewicza.

## Życiorys
Ukończył studia w Szkole Głównej Planowania i Statystyki. Od 1986 do 1991 pełnił funkcję I sekretarza Ambasady PRL i RP w Rabacie. W latach 1991–1993 był dyrektorem ds. finansowych w firmach zagranicznych inwestujących w Polsce.
Należał do Polskiego Stronnictwa Ludowego. W styczniu 1994 objął urząd podsekretarza stanu w Ministerstwie Zdrowia i Opieki Społecznej w rządzie Waldemara Pawlaka. W gabinetach Józefa Oleksego i Włodzimierza Cimoszewicza był ministrem współpracy gospodarczej z zagranicą. 4 września 1996 prezydent Aleksander Kwaśniewski odwołał go na wniosek premiera Cimoszewicza. Powodem takiej decyzji premiera był wynik kontroli przeprowadzonej przez Najwyższą Izbę Kontroli, ujawniającej wiele nieprawidłowości w resorcie, zwłaszcza przemieszanie kapitału państwowego z prywatnym i stworzenie zależności, w których środki kapitału państwowego (i z jego szkodą) służyły do pomnażania kapitału prywatnego. Po odejściu z rządu podjął pracę w zawodzie syndyka.
Od jego nazwiska wzięła nazwę afera (Trójkąt Buchacza), w której na skutek działalności ministrów związanych z PSL Skarb Państwa utracił na wiele lat kontrolę nad majątkiem kilku central handlu zagranicznego.